# Bonifatiusplatz (Hannover)

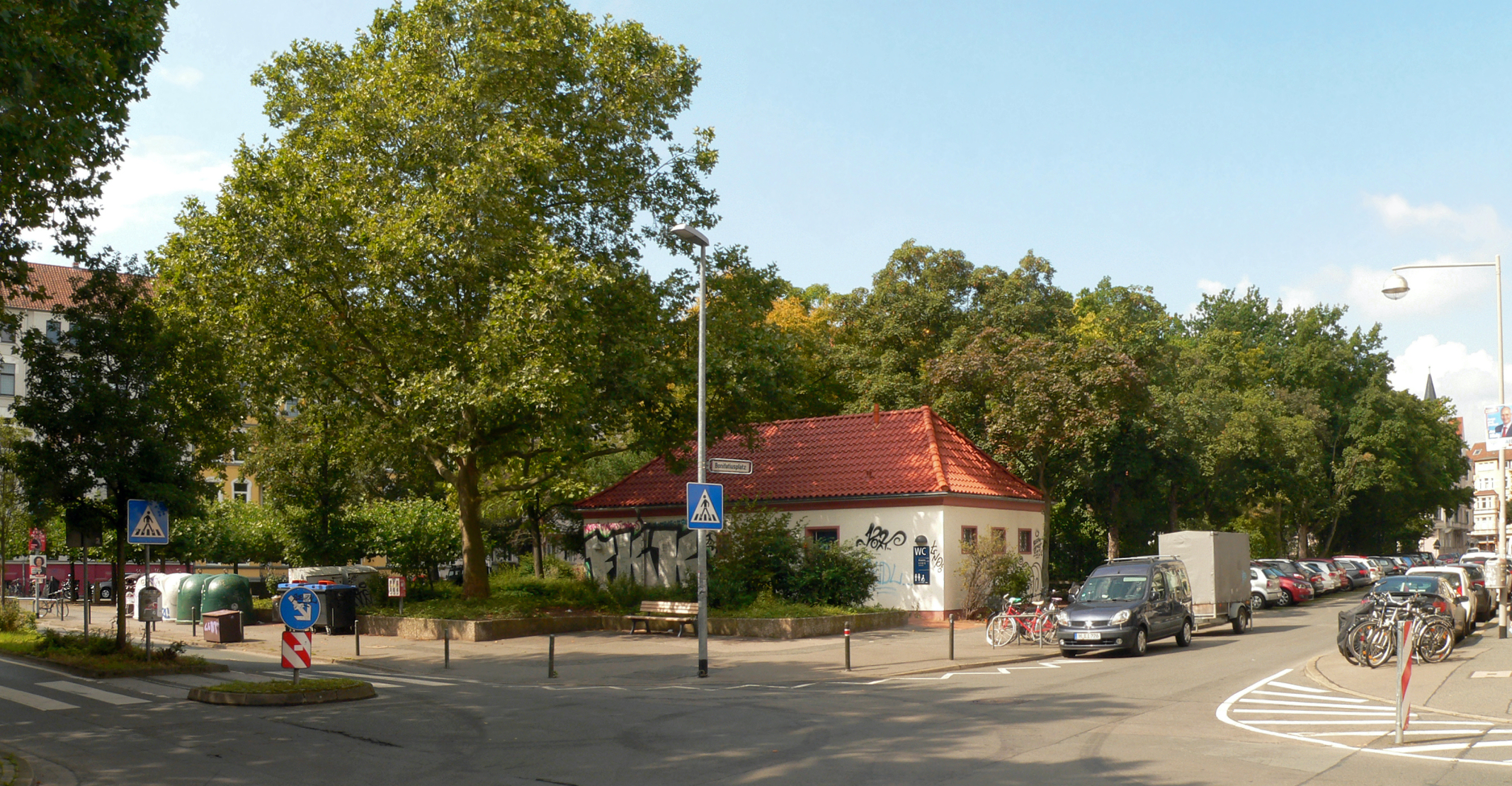
Ostseite des Bonifatiusplatz mit öffentlicher WC-Anlage

Der Bonifatiusplatz, als Kurzform Boni genannt, in Hannover ist ein Platz im Stadtteil List, der zum Stadtbezirk Vahrenwald-List gehört.
Im 18. Jahrhundert und Anfang des 19. Jahrhunderts wurde die Fläche des späteren Platzes noch ackerbaulich genutzt. Von 1891 bis etwa 1910 entstanden in dem Bereich Wohngebäude des Viertels Lister Stadtfeld. Dabei wurde eine unbebaute Fläche 1901 als Schmuckplatz mit Grünanlagen angelegt, der durch Straßenzüge von den umgebenden Wohn- und Schulgebäuden abgegrenzt war. 1904 wurde er nach dem Missionar Bonifatius benannt. In der Zeit des Nationalsozialismus hieß der Platz Wilhelm-Gustloff-Platz.
Der Platz in Form eines ungleichmäßigen Rechtecks hat eine Länge von 150 Meter und eine Breite zwischen 65 und 30 Meter. Er ist als Grünanlage mit Bäumen und Sträuchern ausgestattet. Auf dem Platz gibt es einen Kinderspielplatz, Spielanlagen und Bolzplätze. Um- und Neugestaltungen der Anlagen gab es in den Jahren 1969 und 2003. An Baulichkeiten ist eine öffentliche WC-Anlage vorhanden. Am Platz liegen die Comeniusschule von 1900, die Bonifatiusschule von 1902  und die Ricarda-Huch-Schule von 1907.

Anlagen auf dem Platz
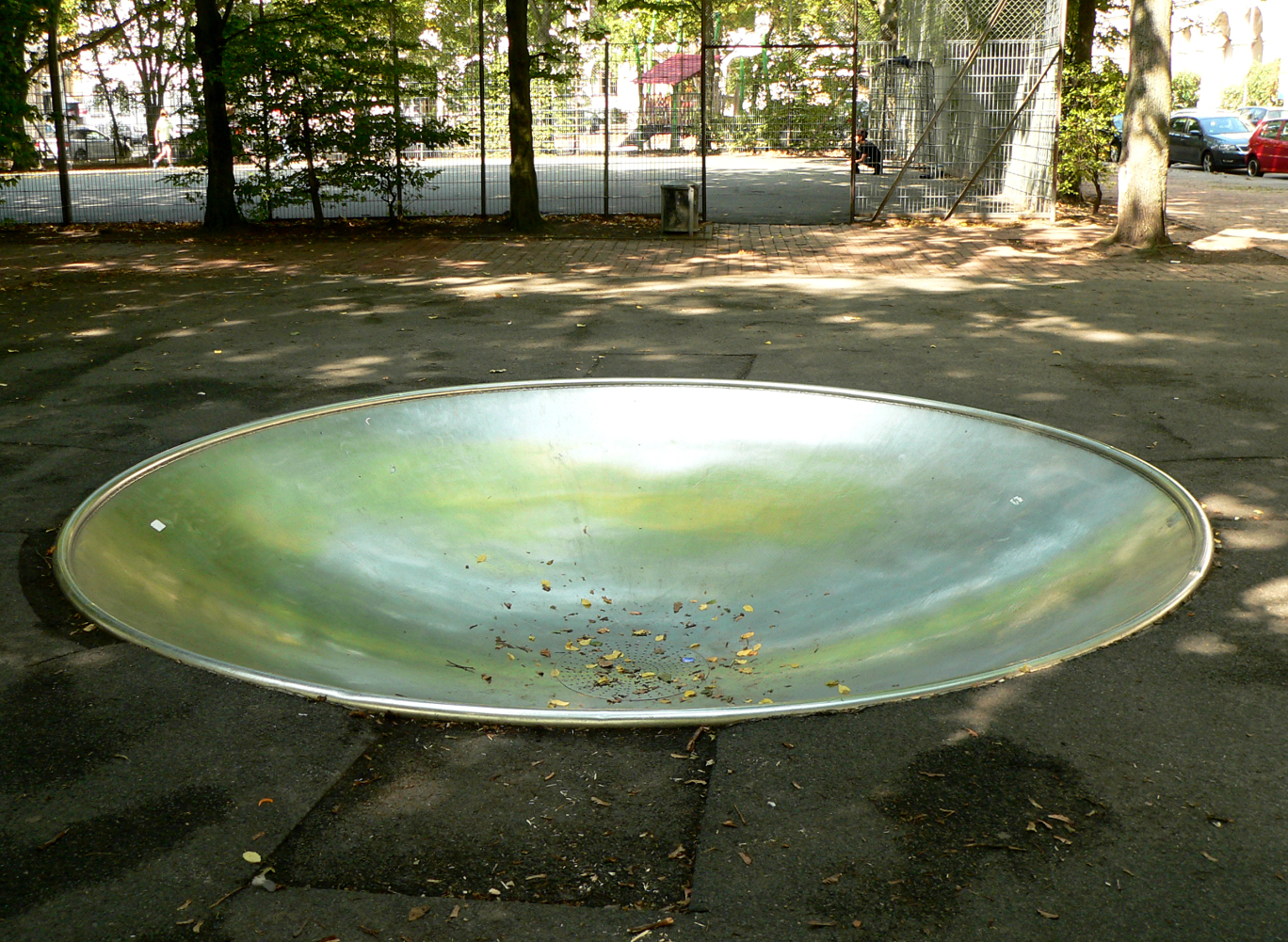
Spielgerät
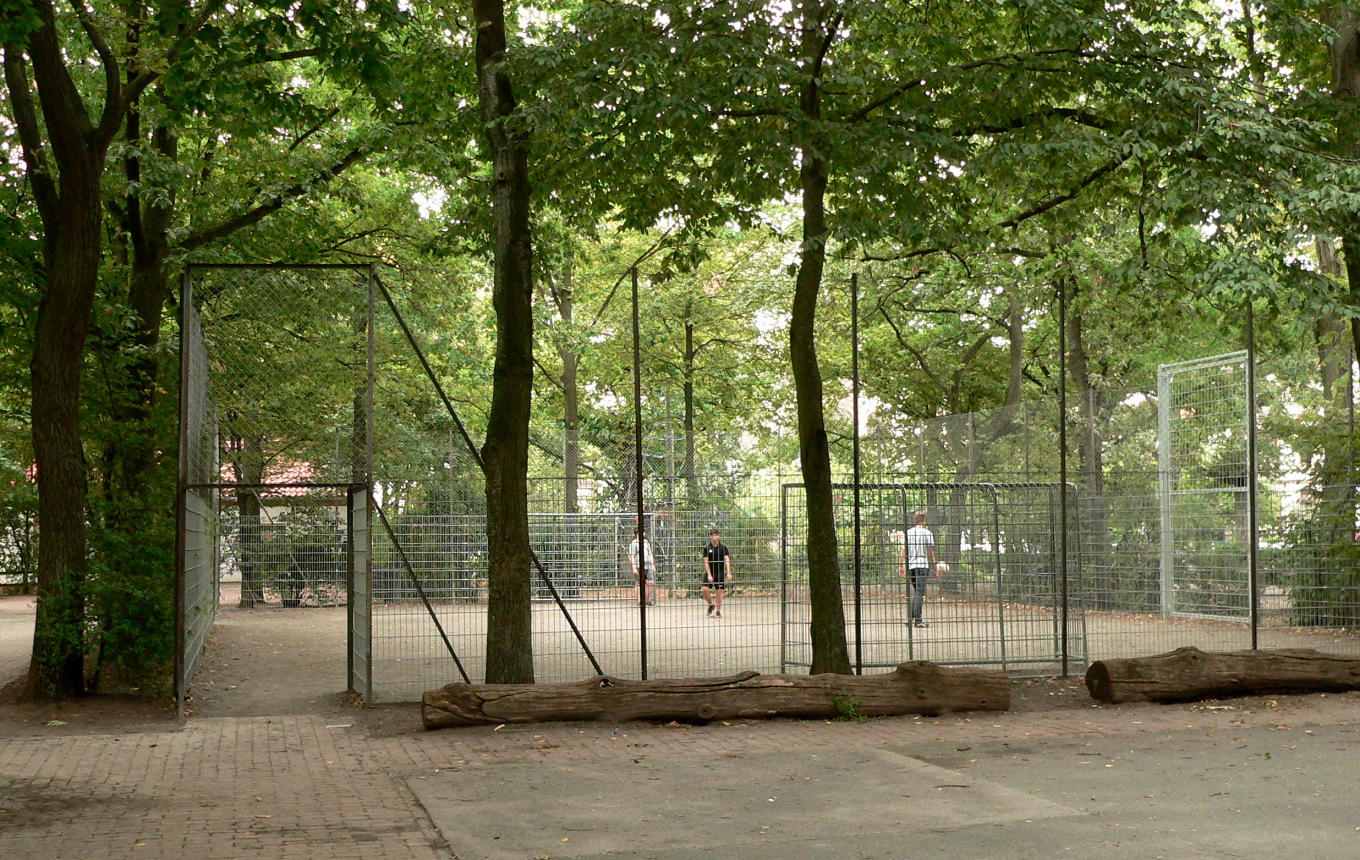
Bolzplatz
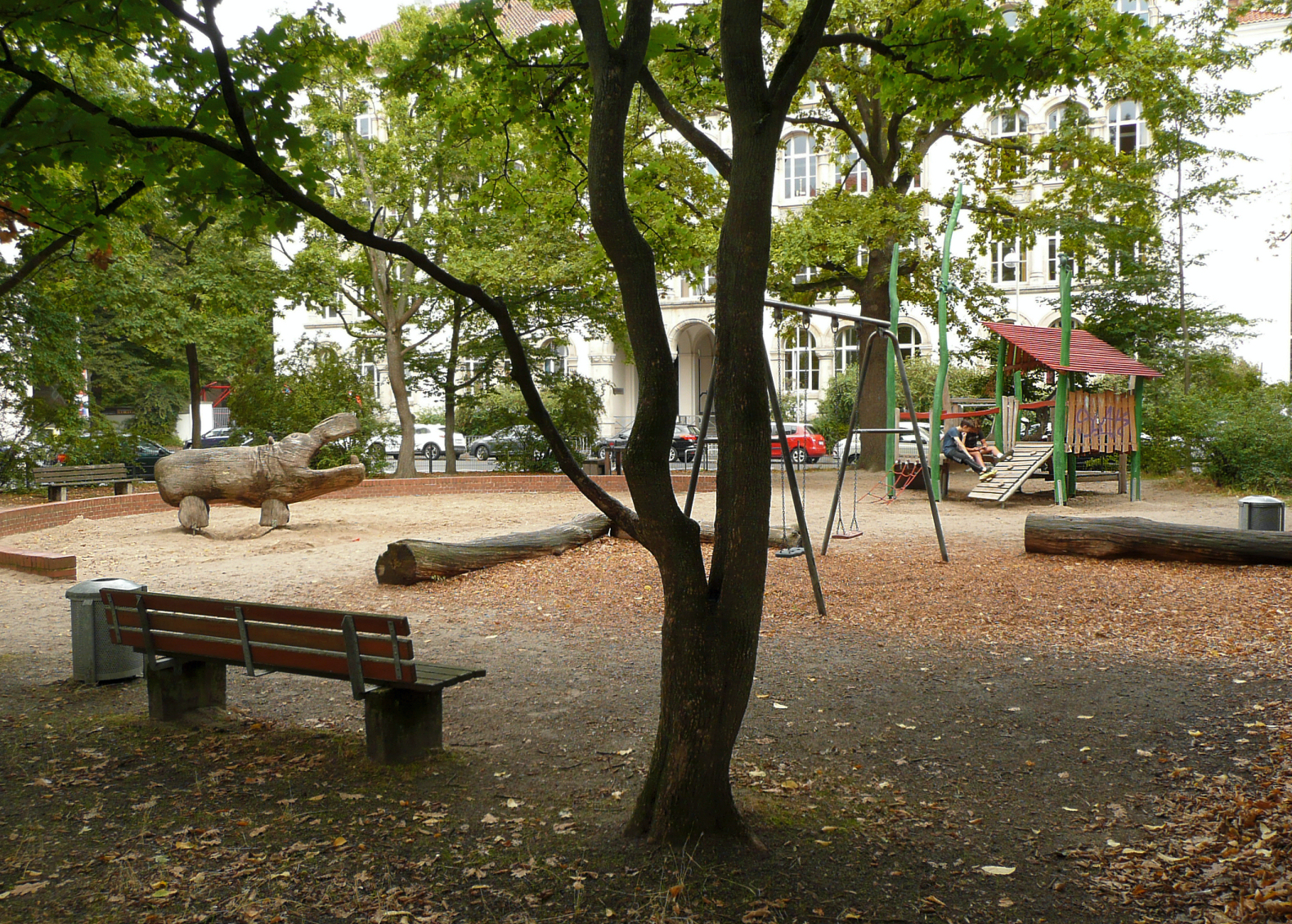
Spielplatz

Schulen am Platz
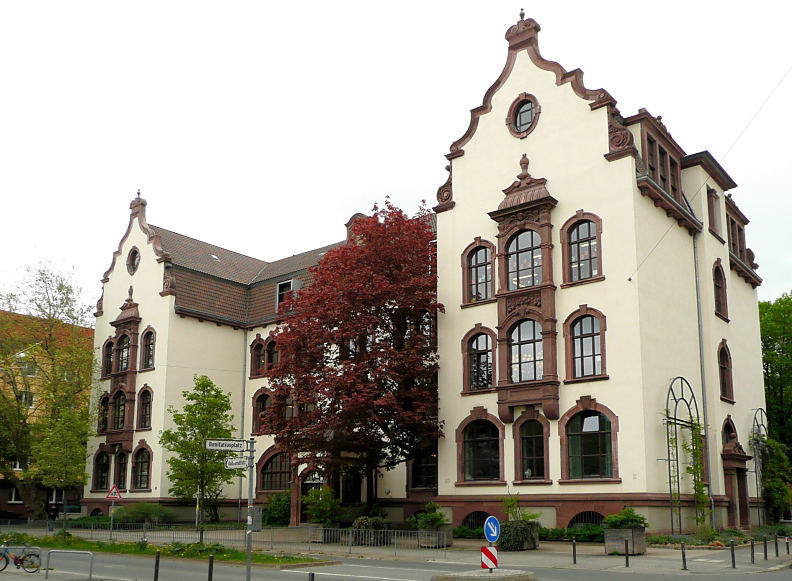
Comenuisschule
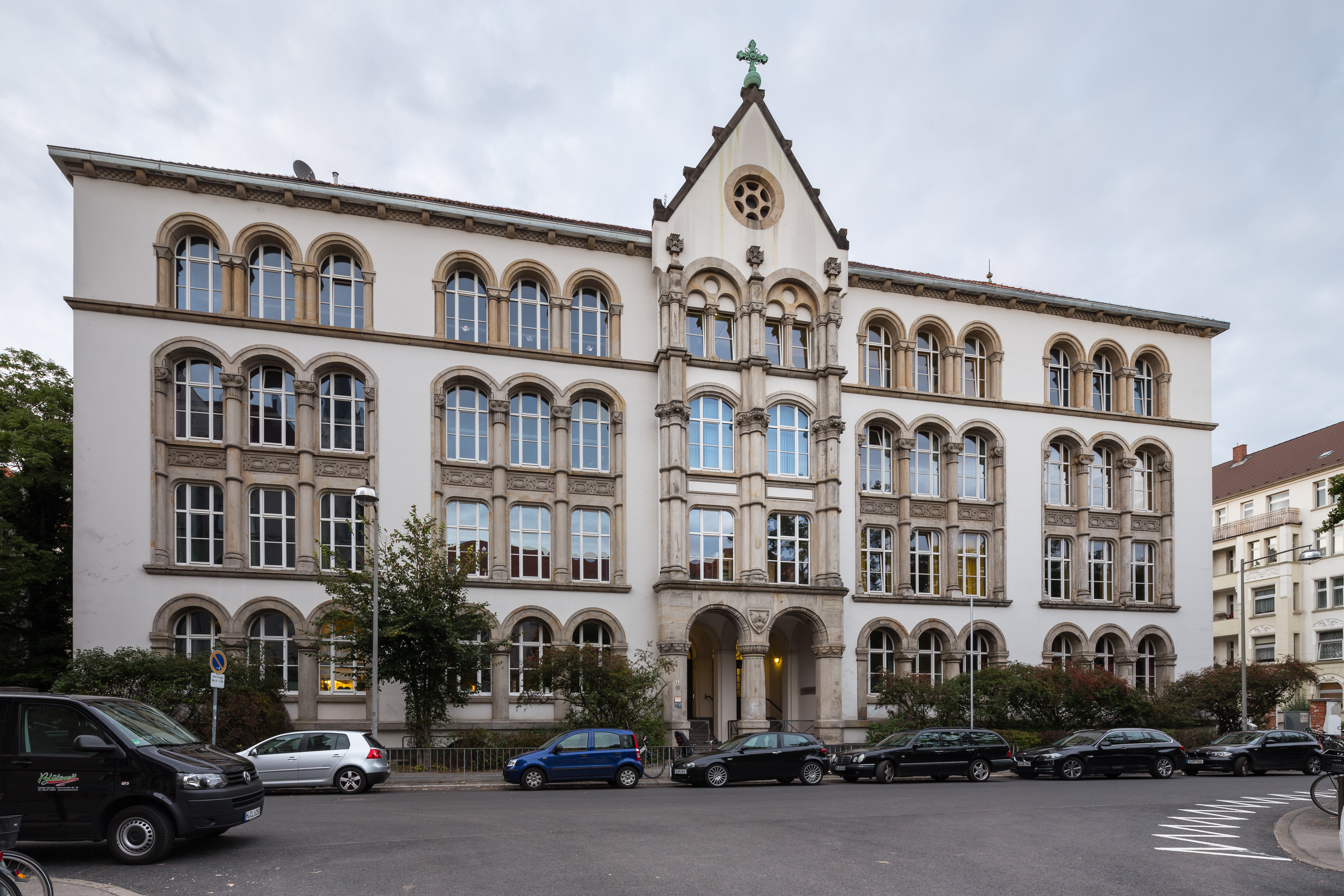
Bonifatiusschule
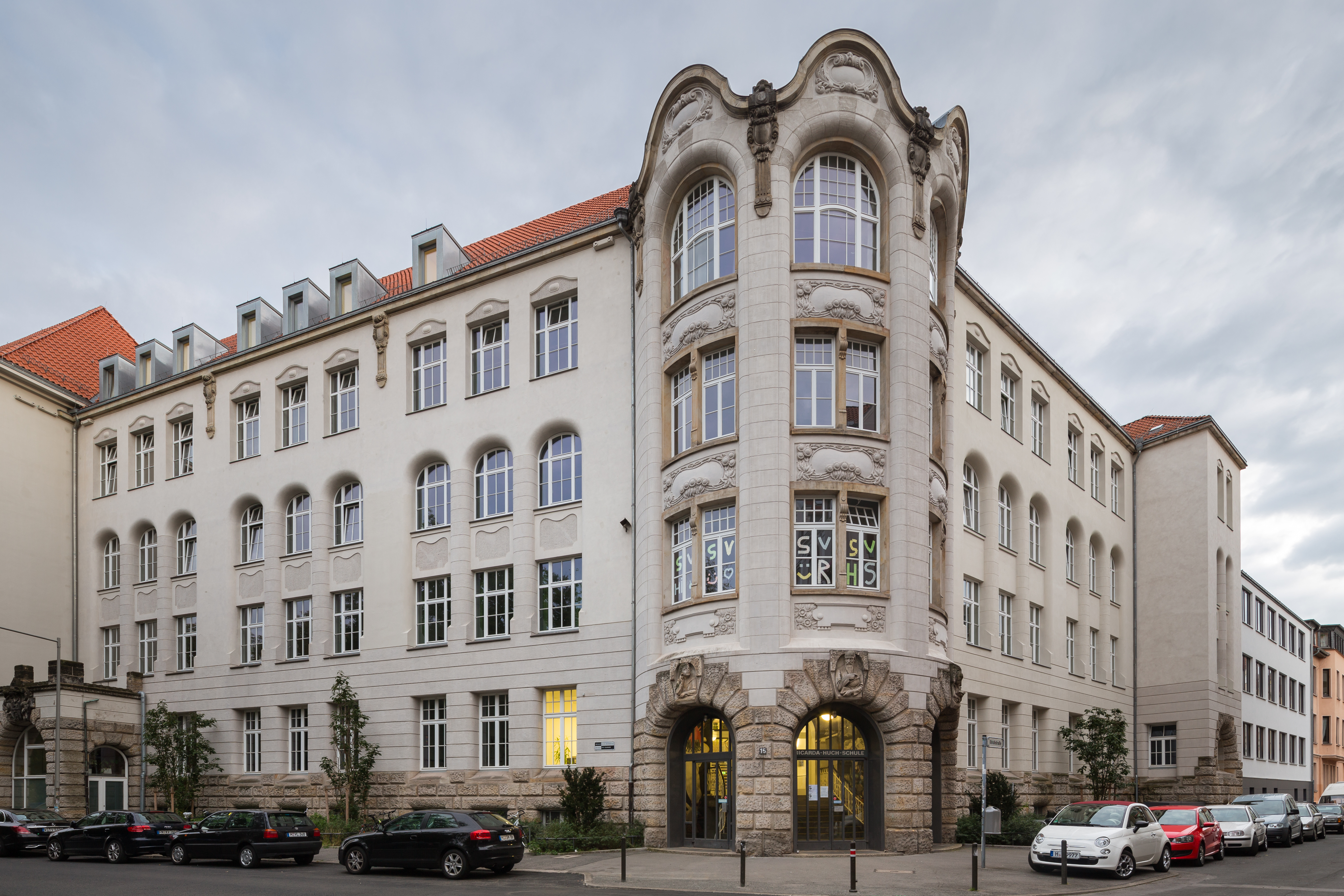
Ricarda-Huch-Schule